# Moseltalbrücke (A 61)
Die Moseltalbrücke ist die Bundesautobahn-Überquerung der Mosel, sie verbindet gleichzeitig den Hunsrück mit der Eifel. Die Autobahnbrücke liegt zwischen den Gemeinden Dieblich und Winningen.

## Brückenbau

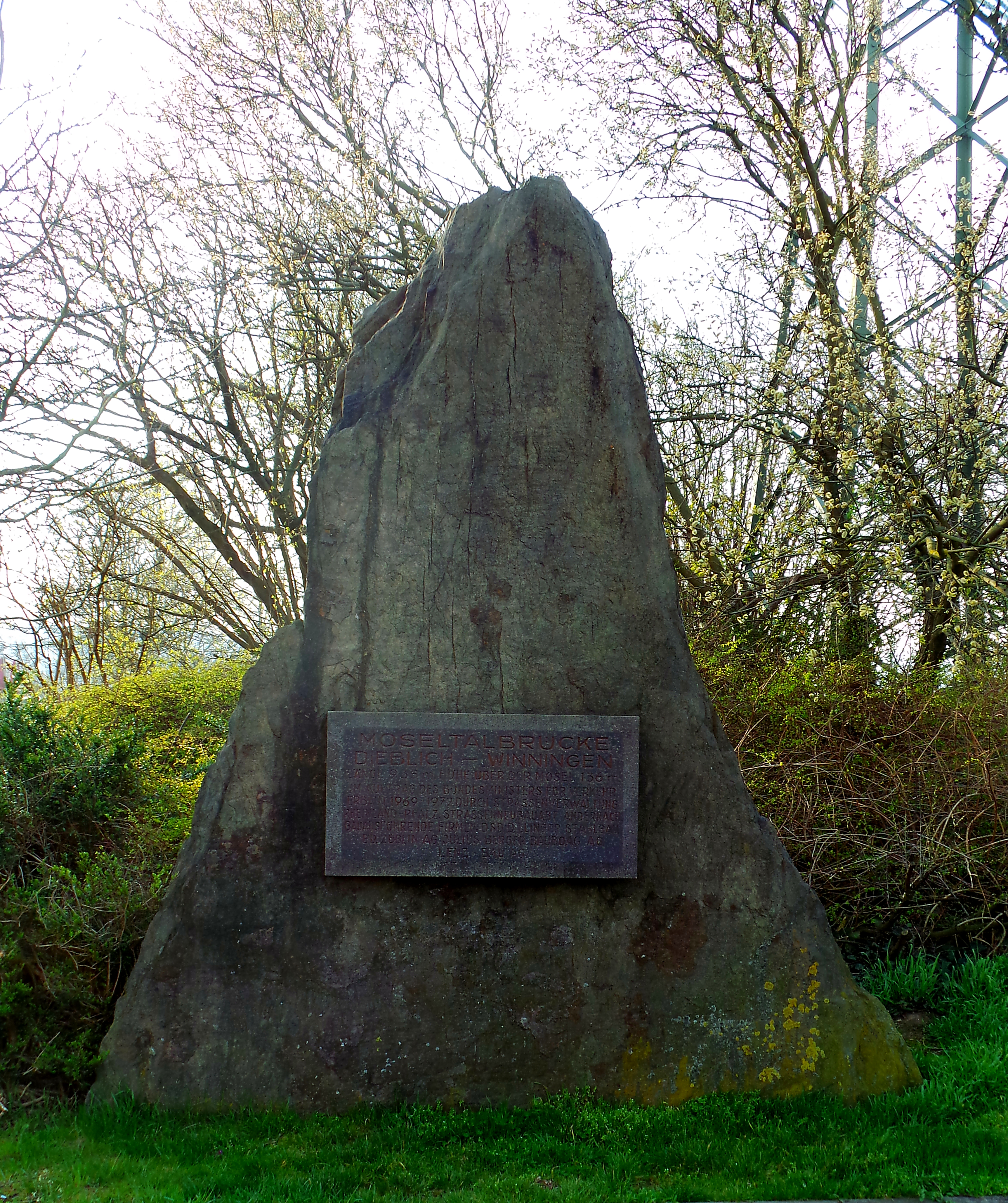
Der Gründungsstein der Moseltalbrücke an Rastplatzanlage Winningen-Ost

Die Moseltalbrücke wurde zwischen 1969 und 1972 im Auftrag des Bundesverkehrsministeriums im Zuge des Neubaus der Bundesautobahn 61 gebaut. Am Bau beteiligt waren die Straßenverwaltung Rheinland-Pfalz und die Straßenneubauabteilung Andernach. Den Bau führten die Bauunternehmen Heinz Schnorpfeil Bau GmbH, DSD Dillinger Stahlbau GmbH, Ed. Züblin AG, Julius Berger Bauboag AG und Lenz-Bau AG aus. Am 1. Juli 1971 stürzte ein Ingenieur bei Vermessungsarbeiten vom Felsen der Blumslay in den Tod. Die Brücke kostete damals rund 40 Millionen DM (nach heutiger Kaufkraft: rund 78 Millionen Euro).
In der ersten Bauphase wurden bei der Gründung im Moseltal bis zu 22 Meter dicke Schichten aus Kies und Sand vorgefunden. Um bis auf tragfähigen Felsen zu stoßen, musste eine Tiefgründung mit Großbohrpfählen aus Stahl und Beton mit bis zu 24 Metern Länge vorgenommen werden.
Der Stahlüberbau der Brücke wurde von Dieblich aus begonnen. Unter Verwendung von Hilfsstützen wurde in 56 sogenannten Schüssen je ein 12 Meter langes Teilstück des Stahlhohlkastens vorgetrieben. Von Winningen aus wurden anschließend in gleicher Bauweise die restlichen Teile mit je 22 Schüssen eingebaut. Die anderorts vorgefertigten Hohlkastenteile wurden an der Baustelle mittels Kragarmen angehängt, montiert und mit Deckblechen komplementiert.
2024 soll die Sanierung der Brücke erfolgen. Ein Neubau wird wohl 2034 beginnen.

### Technische Details

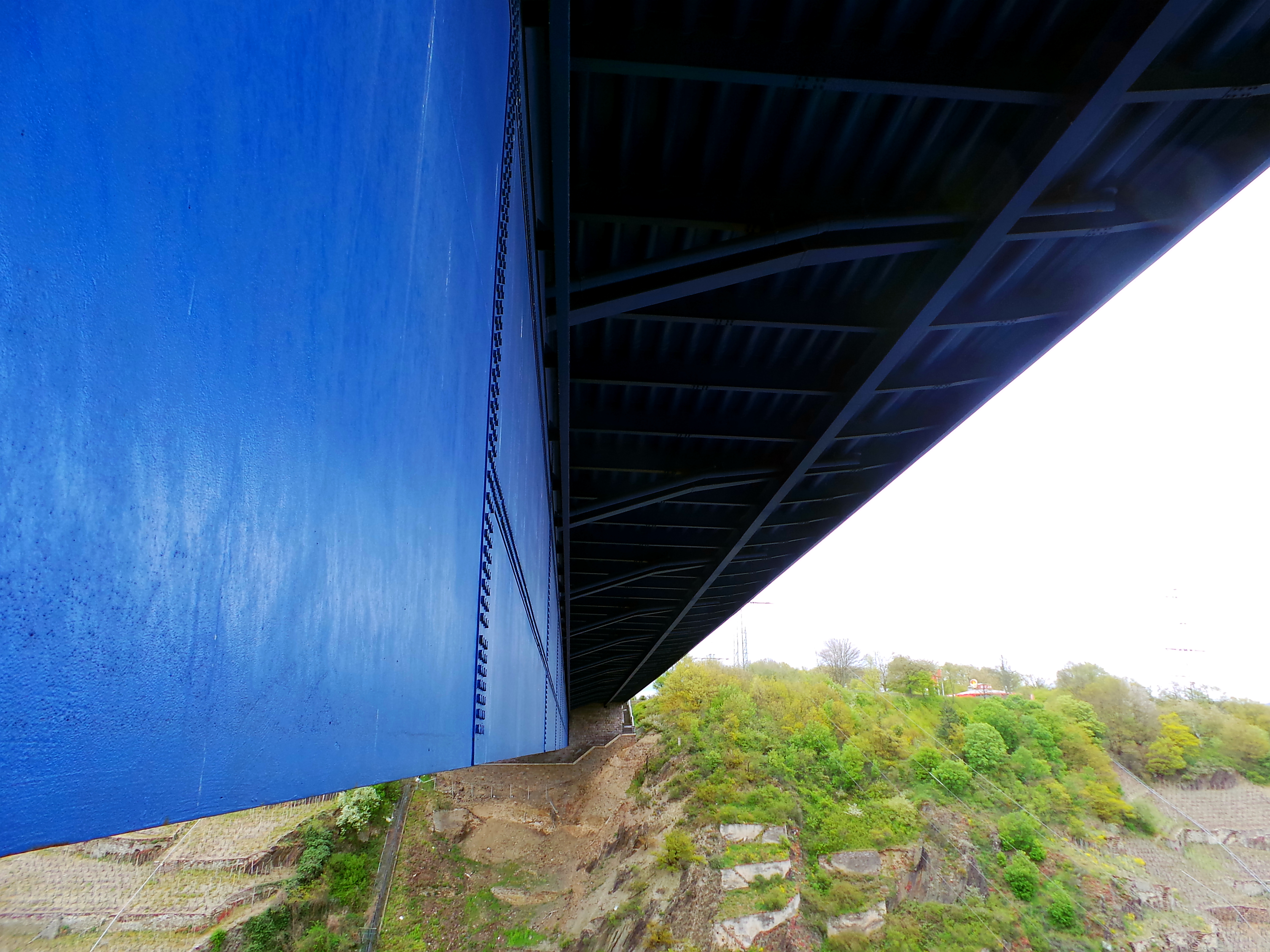
Unterhalb der Ostseite der Moseltalbrücke; aufgenommen von Pfeiler 1 in Blickrichtung Winningen

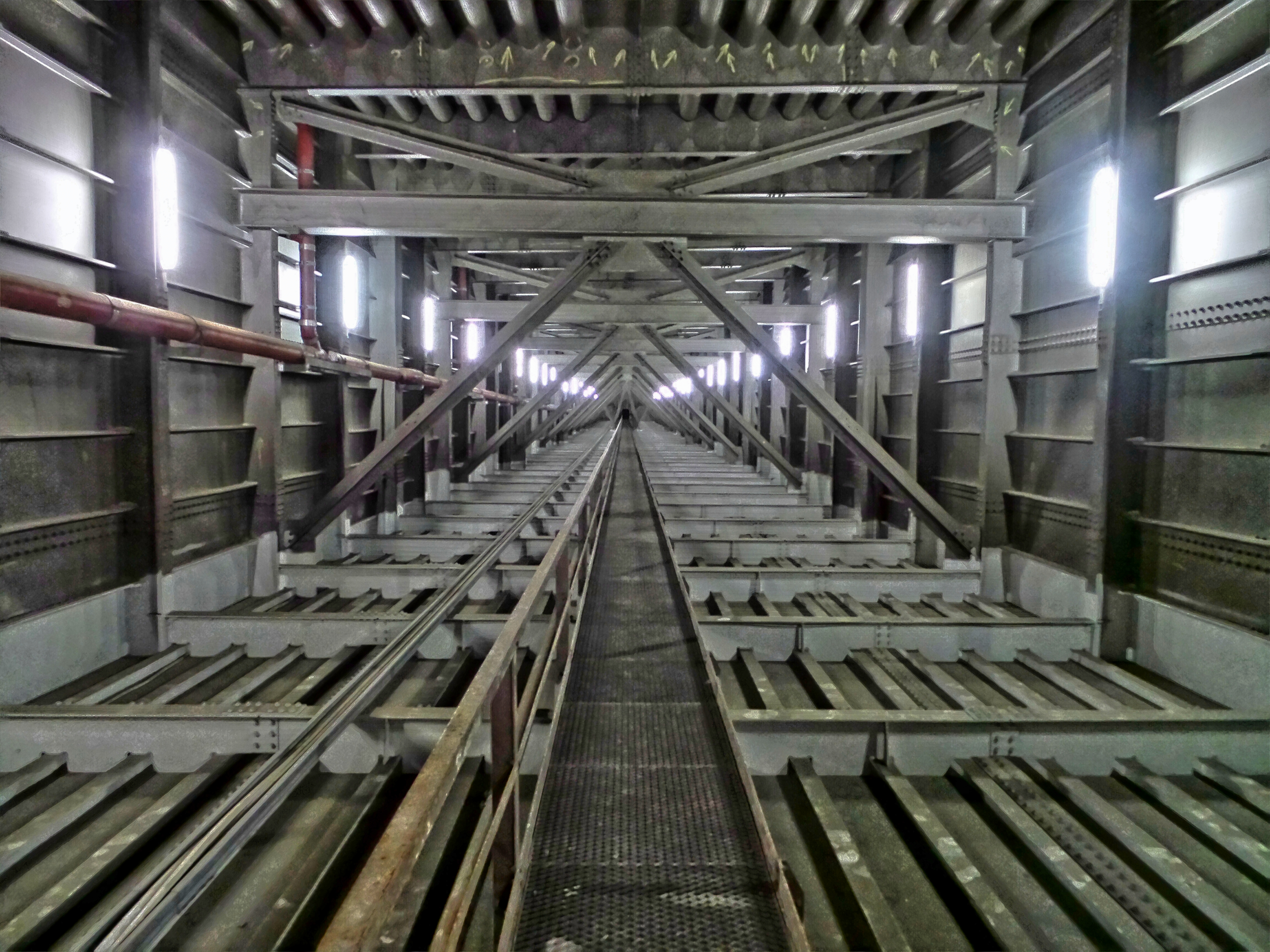
Der Stahlüberbau (Hohlkasten) der Moseltalbrücke von innen, in Laufrichtung zum Widerlager Dieblich

Es handelt sich um eine Balkenbrücke aus Stahl mit Fundamenten von fünf Pfeilern sowie zwei Widerlagern aus Stahlbeton, die in einer kombinierten Gleit- und Kletterschalung hergestellt wurden. Die Brücke ist 935 Meter lang und 30,5 Meter breit. Die maximale Höhe der Fahrbahn über Grund beträgt 136 Meter.
Die Spannweiten zwischen den einzelnen durch Leitern und Podeste begehbaren Pfeilern betragen 156,8 m – 218,2 m – 170,5 m – 146,1 m – 133,9 m – 109,6 m. Über die Pfeiler, die mit einem Hohlquerschnitt aus Stahlbeton und einer Wandstärke von 0,3 m erbaut wurden, führt der einzellige Stahlüberbau, der eine Höhe von 6 bis 8,5 Metern und unten eine Breite von 10,8 Meter hat. Aus diesem Stahlüberbau erfolgt der Ausstieg über eine Leiter auf die Pfeilerplattformen. Von dort ist der Einstieg in die Innenräume der Pfeiler möglich. Die gesamte Stahlkonstruktion wiegt ungefähr 11.463 Tonnen.
Bei dem statischen System des Bauwerks handelt es sich um einen Durchlaufträger mit sieben Stützen, wobei der Festpunkt auf dem Widerlager Winningen liegt und drei Pfeiler (Pfeiler 1 und 3) durch Lager mit dem Überbau gelenkig verbunden sind. Zwei Pfeiler (Pfeiler 4 und 5) haben einen Anker und teflonbeschichtete Gleitlager, die eine Flexibilität (Schiebung) der Brücke von bis zu 60 cm am freien Überbauende des Widerlagers Dieblich ermöglichen.

Technische Details
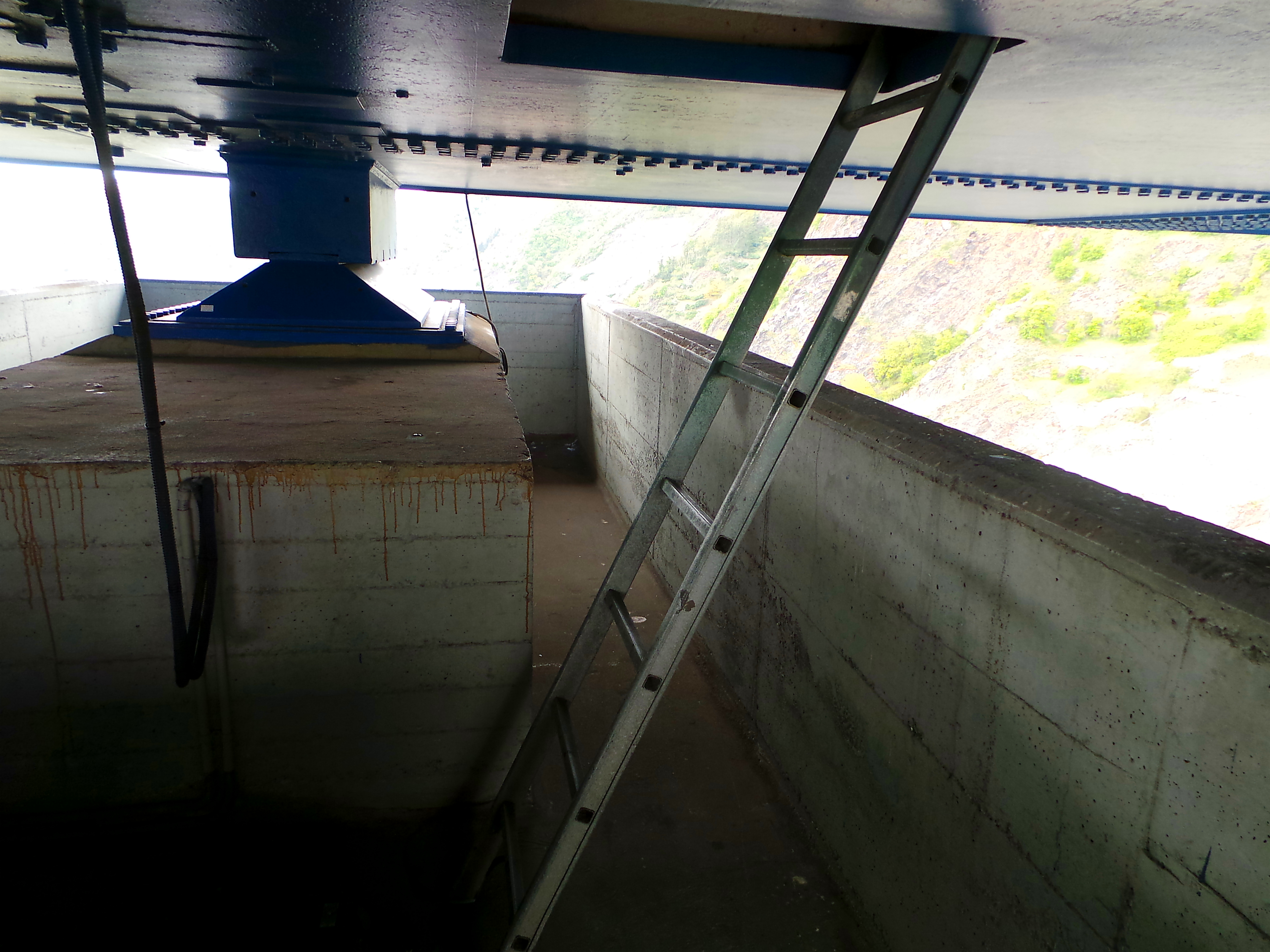
Ausstieg aus dem Hohlkasten (Pfeiler 1)
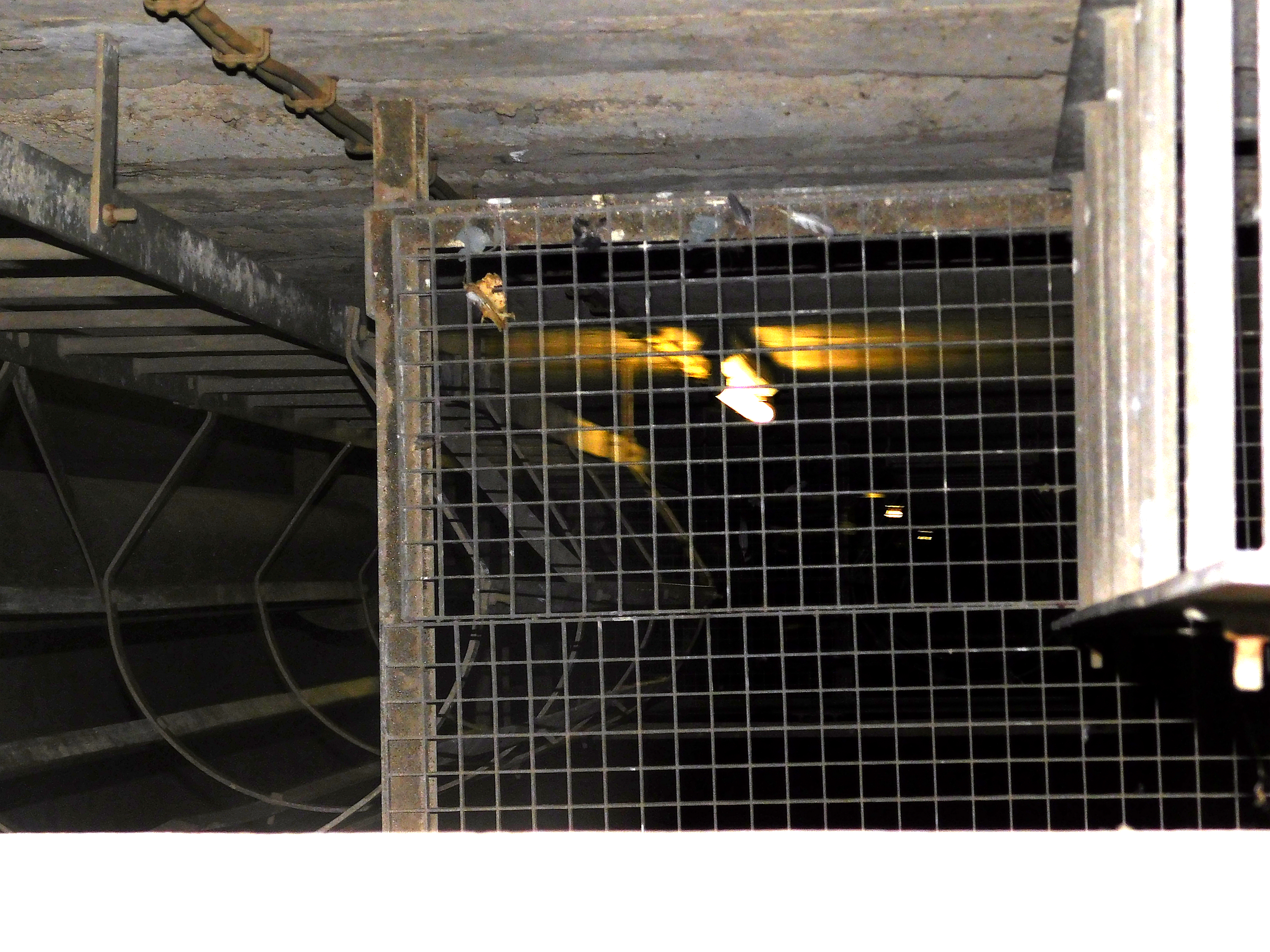
Einstieg in Pfeiler 1
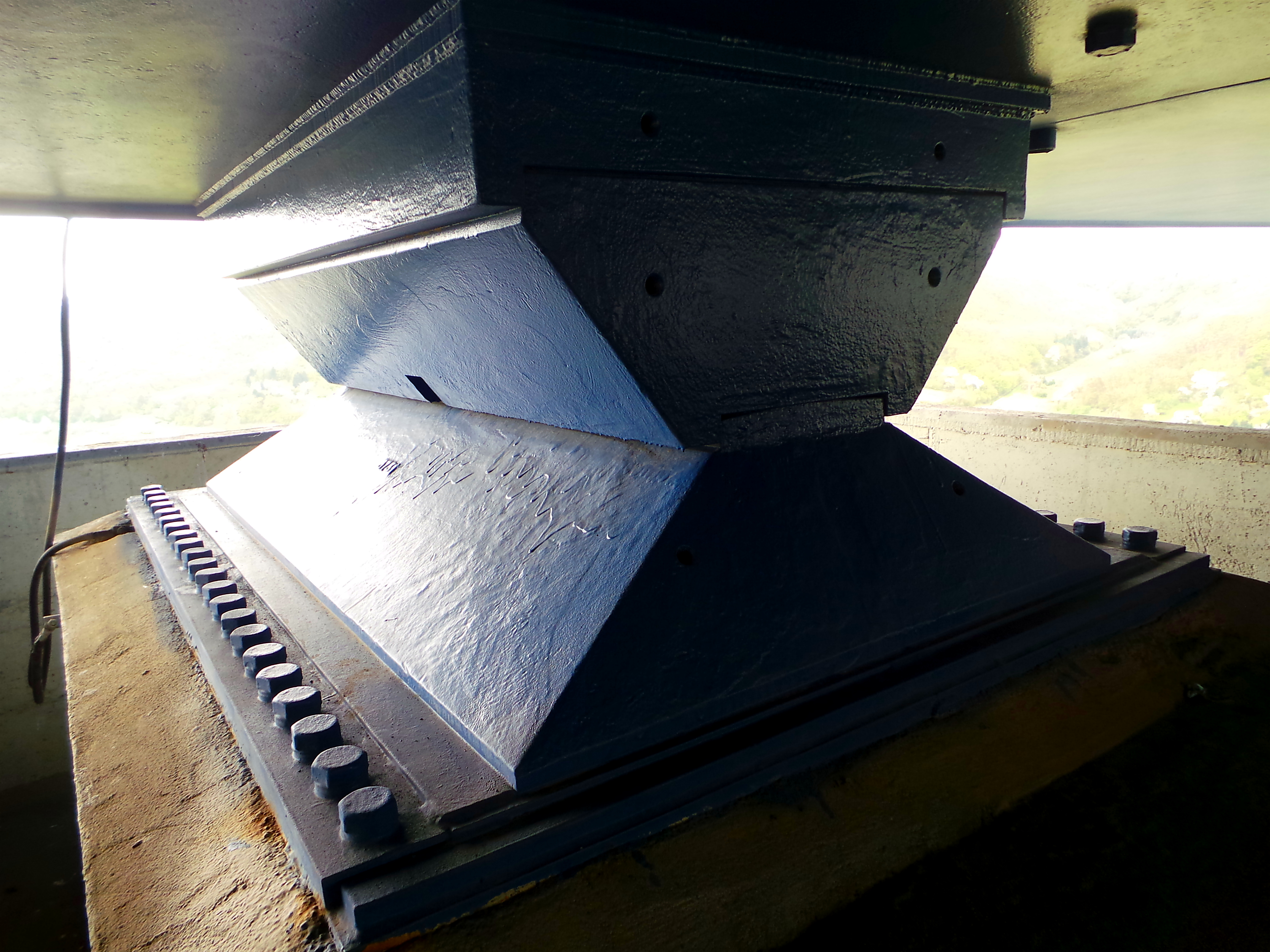
Lager auf Pfeiler 1
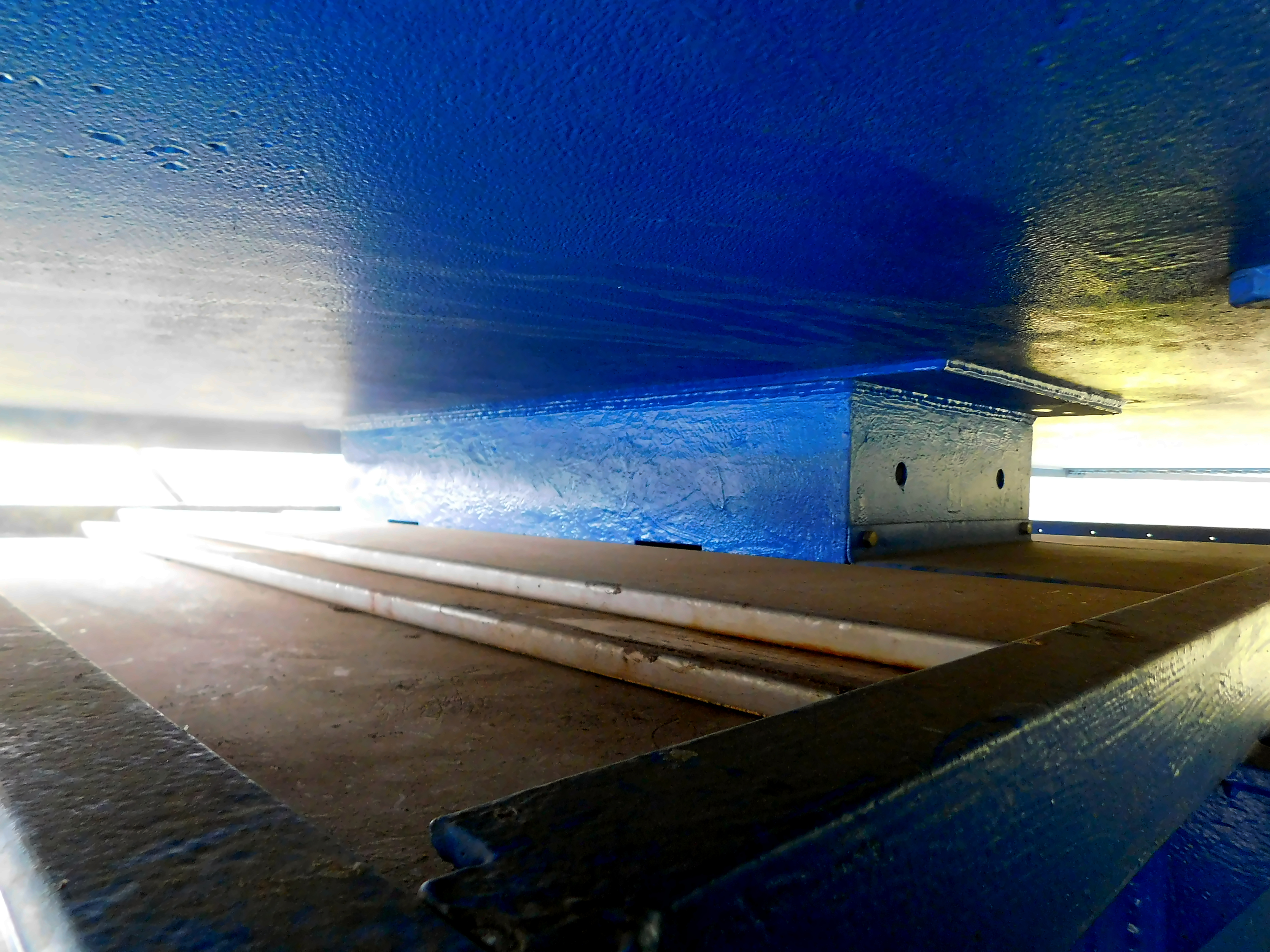
Gleitlager auf Pfeiler 4

Der vierspurige (je 2/2 Richtungsfahrbahnen) Fahrbahnbelag besteht aus Gussasphalt, der auf der Basis von Asphaltmastix aufgetragen wurde.
Die Brücke besitzt im Inneren des Stahlbaus eine Vorrichtung, die im Verteidigungsfall mit Sprengstoff gefüllt werden kann. Hierdurch würde in nördlicher Richtung zwischen Widerlager und erstem Brückenpfeiler gesprengt. Der Rest der Brücke bliebe intakt.

### Bauwerks- und Verkehrssicherheit
Die Brücke wird durch zwei angebaute Besichtigungsgleiter, die die Seiten des Stahlüberbaus abfahren, auf etwaige Beschädigungen kontrolliert. Zudem werden von zusätzlichen Brückengleitwagen heraus die anfallenden Reparatur, Wartungs- und Anstricharbeiten an der Unterseite des Hohlträgers ausgeführt. Eine wiederkehrende Hauptuntersuchung des Brückenwerks wird in einem Zyklus von drei Jahren vorgenommen.
In den Geländerholmen, hinter den Distanzleitplanken der Brückenaußenseiten, sind verzinkte Stahlseile als Fangvorrichtung für von der Fahrbahn abkommende Fahrzeuge integriert. Diese halten einer Last von bis zu 35 Tonnen stand. Im Jahr 1982 wurde eine Anlage in Betrieb genommen, die neben allgemeinen lokalen Wetterdaten vor allem die Fahrbahntemperatur sowie die Windgeschwindigkeit misst und an die örtlich zuständige Autobahnmeisterei (AM) weitergibt. Aufgrund der oftmals vorherrschenden starken Windverhältnisse wurde auf der Moseltalbrücke ein permanentes Überholverbot (Vz. 276/277 StVO) für LKW über 3,5 t und für PKW mit Anhänger eingerichtet. Zusätzlich wurden im Jahr 2003 beidseitig sogenannte Absprungsicherungen angebracht. Diese sind 2,24 Meter hoch und sind in einer Länge von 600 Metern angebracht. Die zulässige Höchstgeschwindigkeit wurde auf 100 km/h, bei Starkwind auf 80 km/h herabgesetzt.
Seit 2. Dezember 2022 ist die Brücke wegen Bauwerksschäden für Fahrzeuge über 44 Tonnen gesperrt und es gilt generell 60 km/h. Für Schwerverkehr (bis 44 Tonnen) gilt ein Mindestabstandsgebot von 50 Metern und Großraum- beziehungsweise Schwertransporte dürfen das Bauwerk nicht mehr passieren. Um den Verkehrsfluss in beiden Fahrtrichtungen zu optimieren, wurde Ende Januar 2023 die Geschwindigkeit auf den jeweiligen linken Spuren auf 80 km/h angehoben. Diese darf aber nur für den Pkw-Verkehr genutzt werden.

Bauwerks- und Verkehrssicherheit
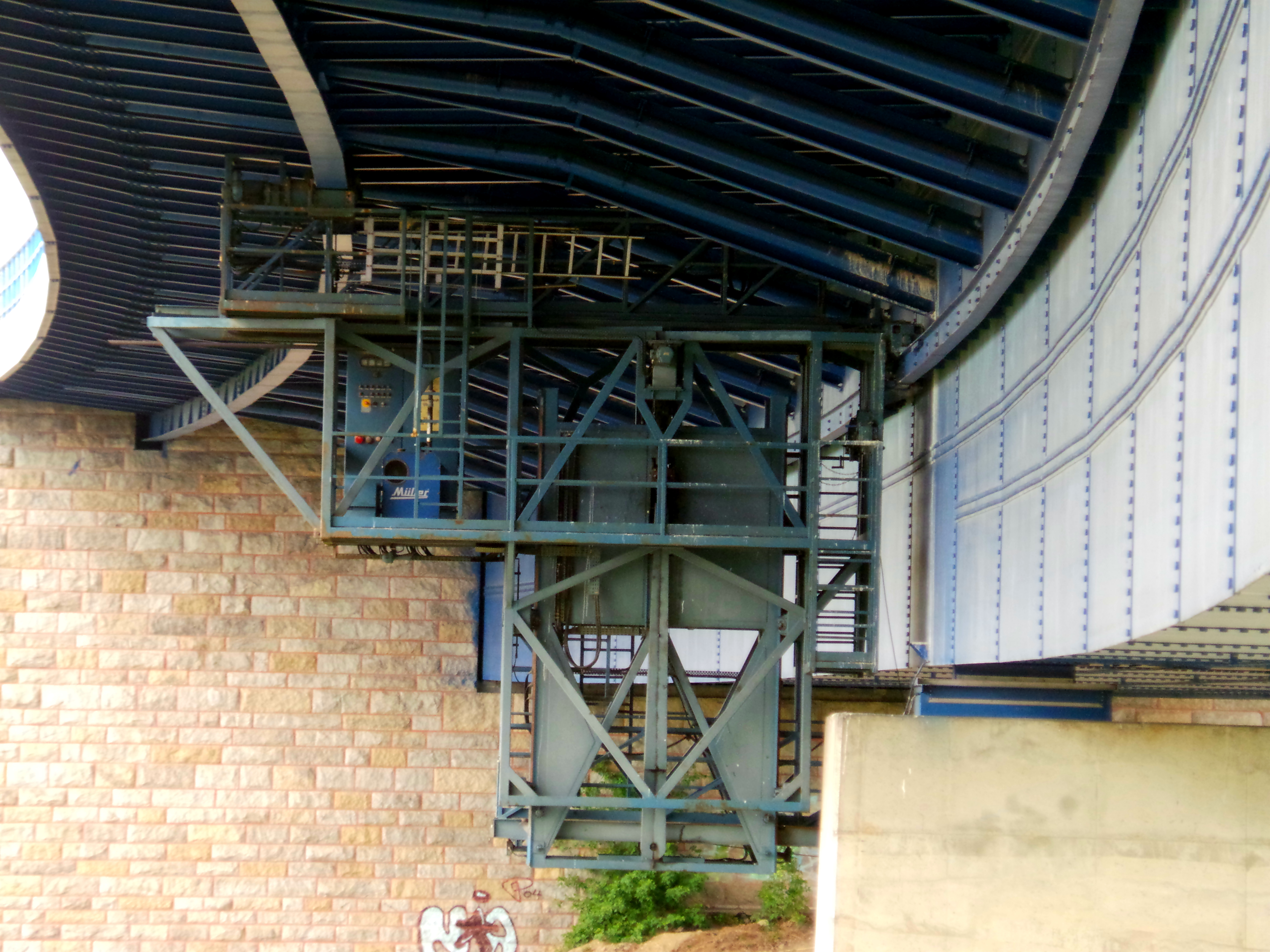
Der Besichtigungsgleitwagen an der östlichen Brückenunterseite
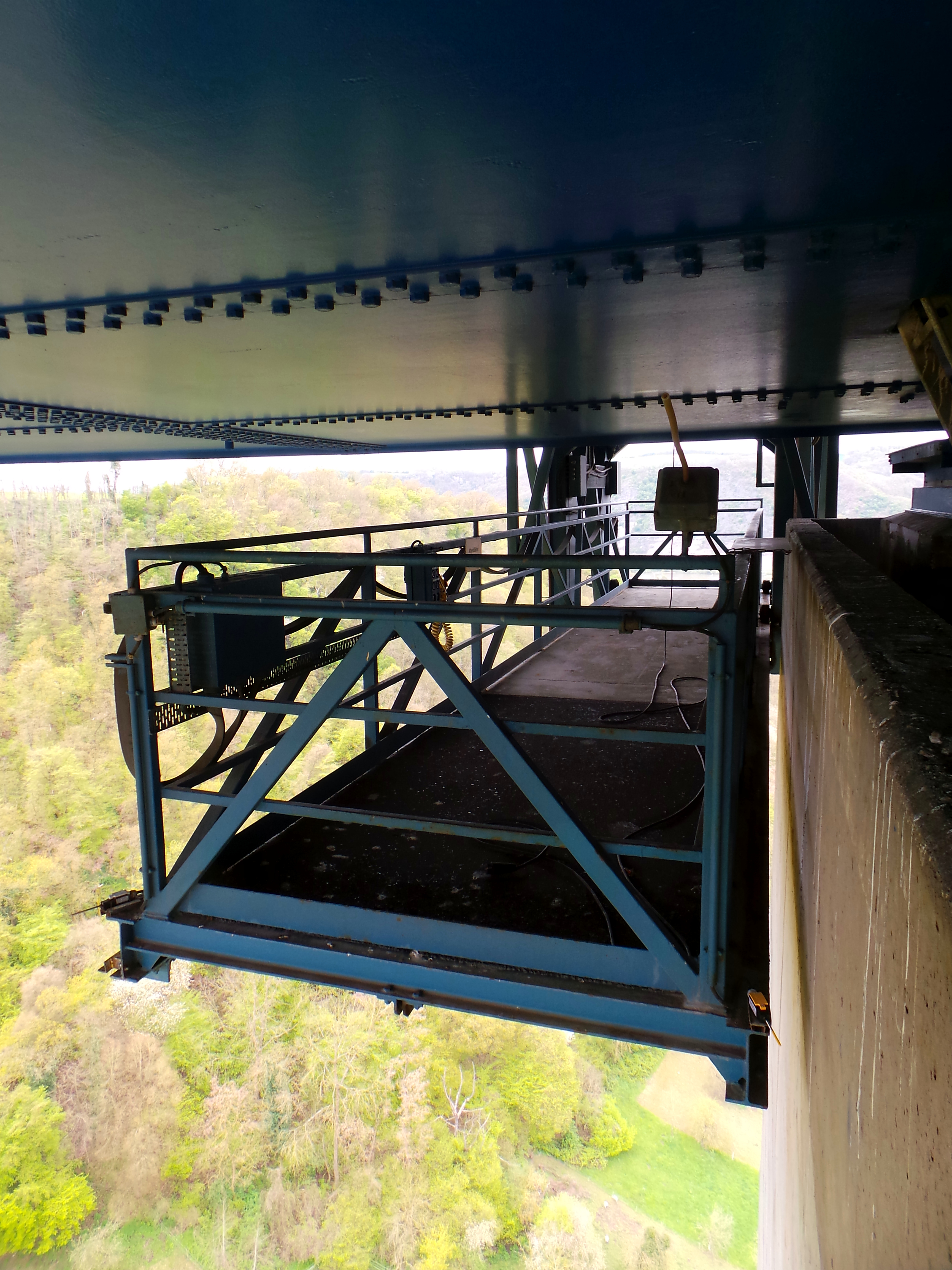
Brückenwagen für Arbeiten am Stahlüberbau, aufgenommen vom Pfeiler 4 der Moseltalbrücke
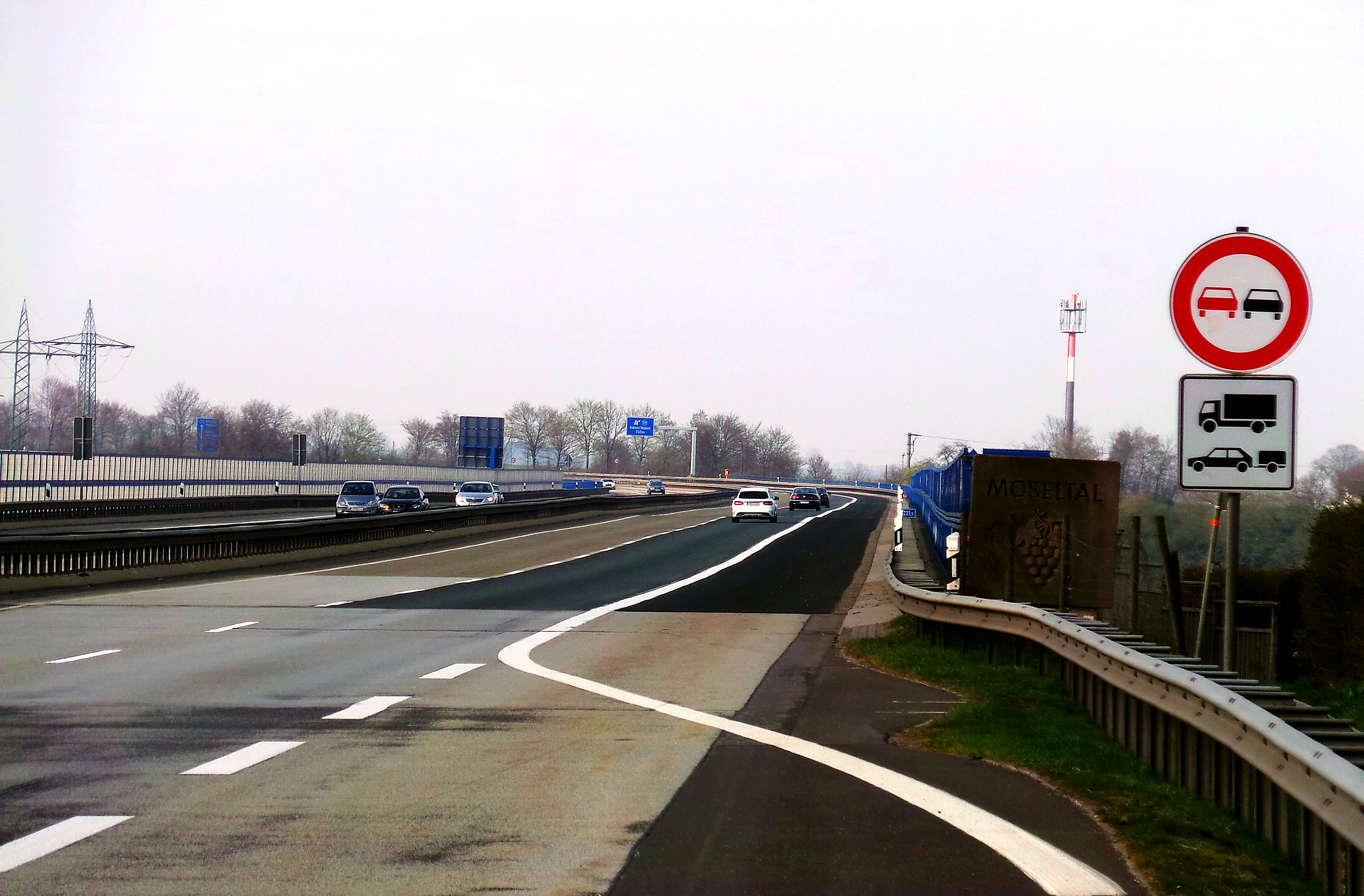
Auffahrt auf die Moseltalbrücke von der Raststätte Winningen-West mit Überholverbot (VZ 276/277)
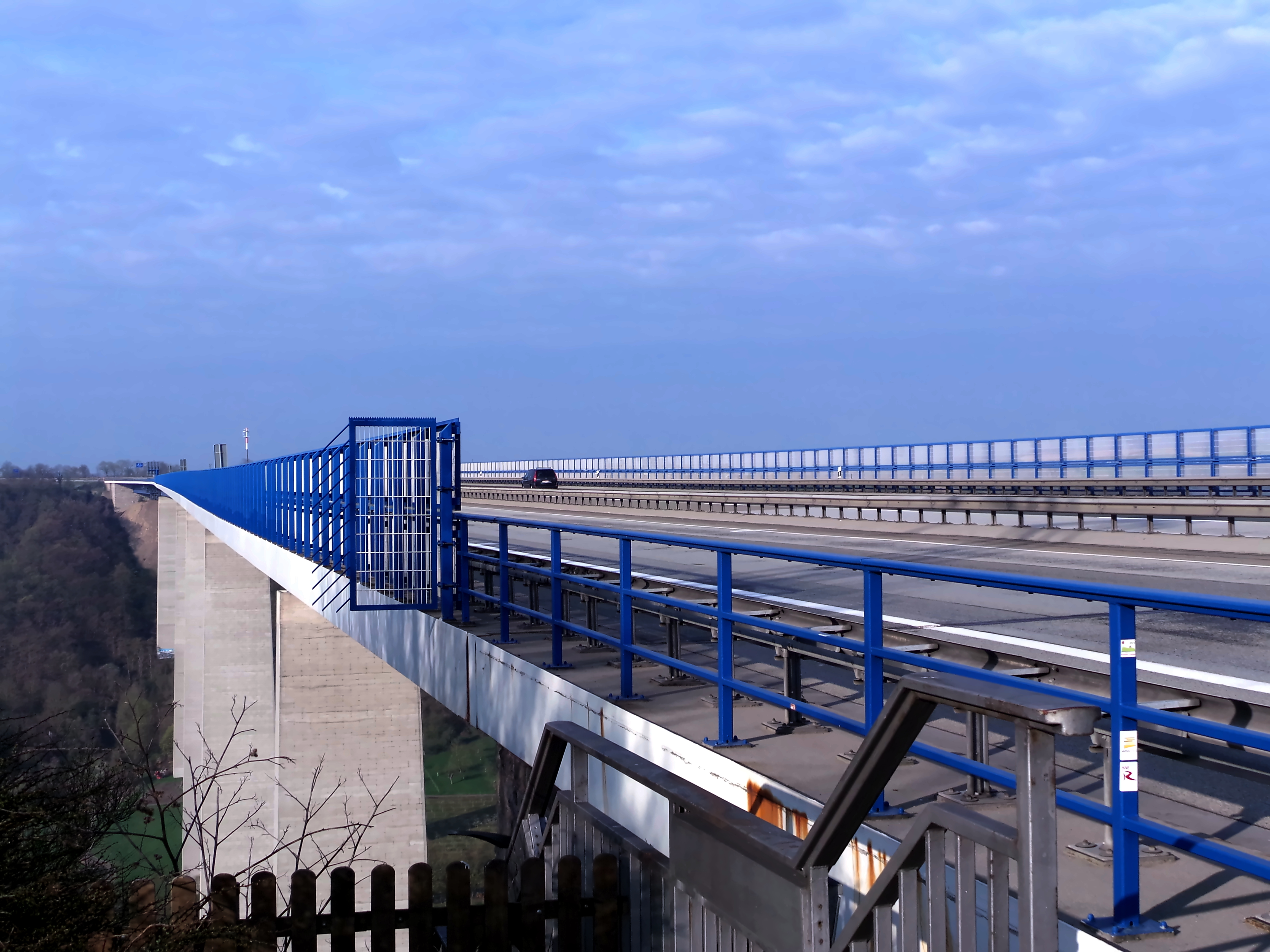
Die Absprungsicherung an der östlichen Brückenaußenseite

## Raststätte
Direkt an der Moseltalbrücke befinden sich in nördlicher Richtung beidseitig der Autobahn Raststätten mit jeweils einem Aussichtspunkt auf die Brücke und das Moseltal. Weiterhin führt ein Fußweg unter der Brücke auf die andere Seite der Autobahn. Dieser Fußweg ist auch Teil der Etappe 23 des Moselsteigs von Kobern-Gondorf nach Winningen.

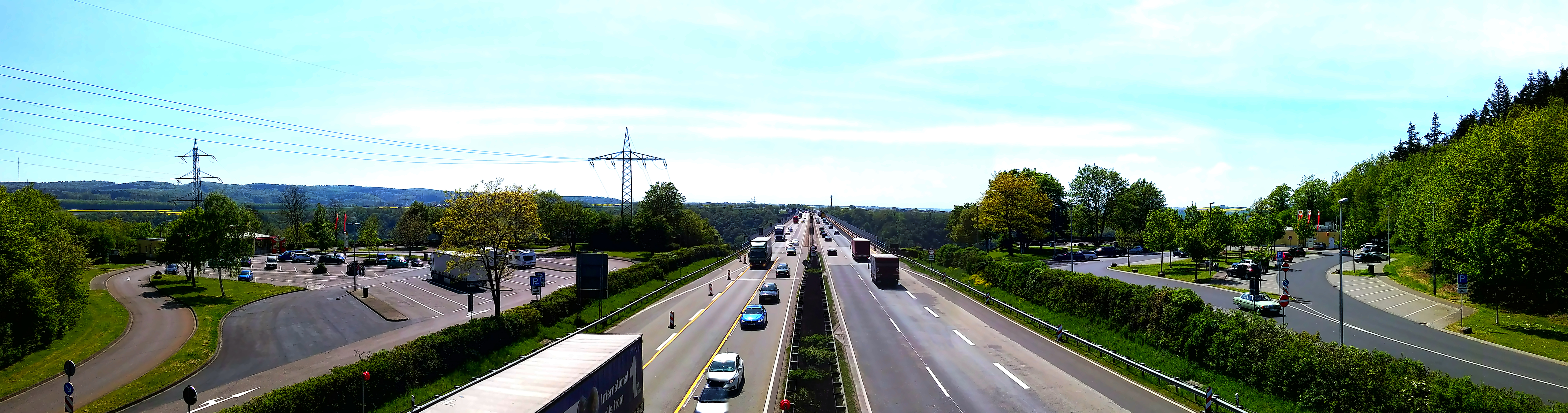
Blick nach Süden über die Moseltalbrücke mit den beiden flankierenden Raststätten Aussichtspunkt Moseltal Ost und West

Etwas abgelegen unterhalb der Raststätte „Aussichtspunkt Moseltal“ Ost (Fahrtrichtung Norden) befinden sich die Steillagen der Winninger Hamm. Von den dortigen Terrassen hat man einen Blick auf die Moseltalbrücke in ihrer gesamten Länge.

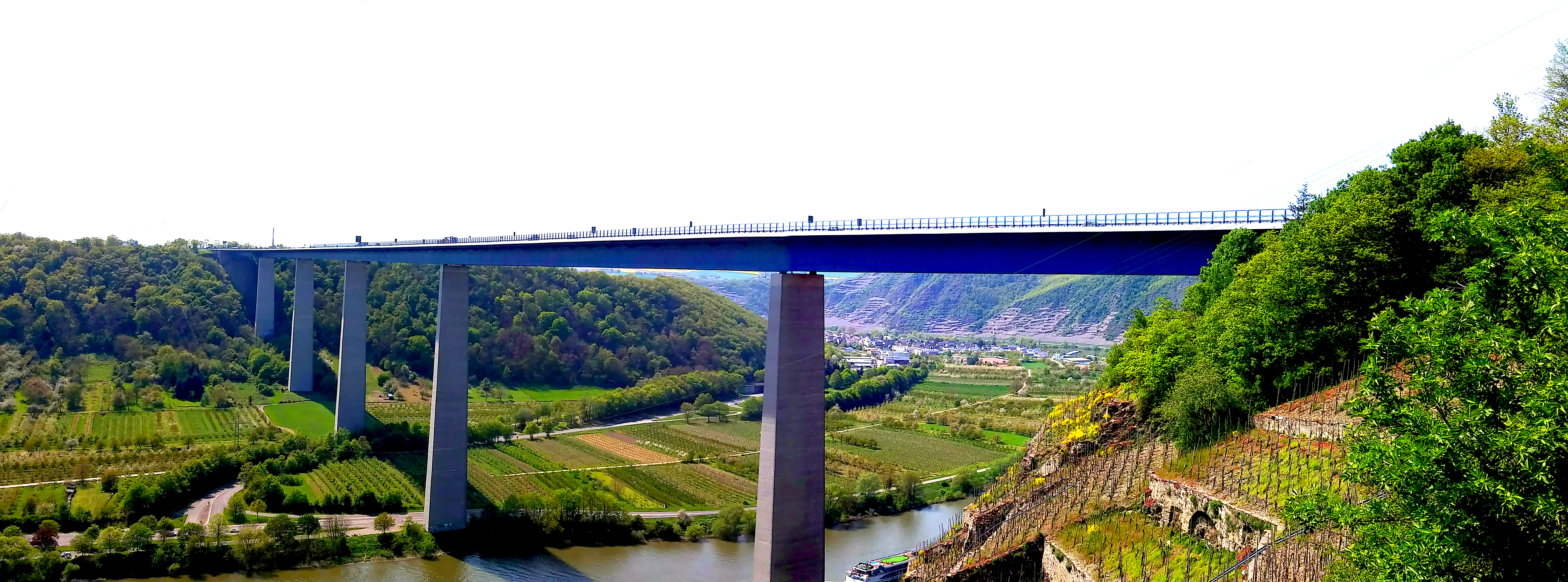
Panoramablick über die Moseltalbrücke von der Eifel in den Hunsrück. Aufgenommen an den Moselterrassen (Winninger Hamm)

## Archäologische Stätte,Villa rustica (Winningen)
Bei der Raststätte „Aussichtspunkt Moseltal“ Ost befindet sich eine archäologische Stätte. Hier finden sich die Mauerreste eines römischen Herrenhauses aus der Zeit um 200 n. Chr. und eines Kellers. Das linksrheinische Gebiet war damals eine römische Provinz, nämlich Germania superior am Oberrhein.
Das gesamte, bereits im Jahr 1901 bekannte, ursprüngliche Areal der Römervilla hatte wahrscheinlich eine Fläche von bis zu 100 × 100 Meter. Erst 1971, im Zuge des Autobahn- und Brückenbaus wurden archäologische Ausgrabungen und Untersuchungen angestellt. Hierbei sind nur noch die Überreste des von der Autobahn östlich gelegenen Herrenhauses erhalten geblieben. Die Fläche des heute sichtbaren Haupthauses, zu dem der baulich separat gehaltene Keller- oder Lagerraum zählt, beträgt in etwa 30 × 30 Meter.
Es wird aufgrund der Moselhanglage angenommen, dass Weinanbau betrieben wurde und sich eine Weinkelterei auf dem Gutshof (Villa rustica) befunden hatte.

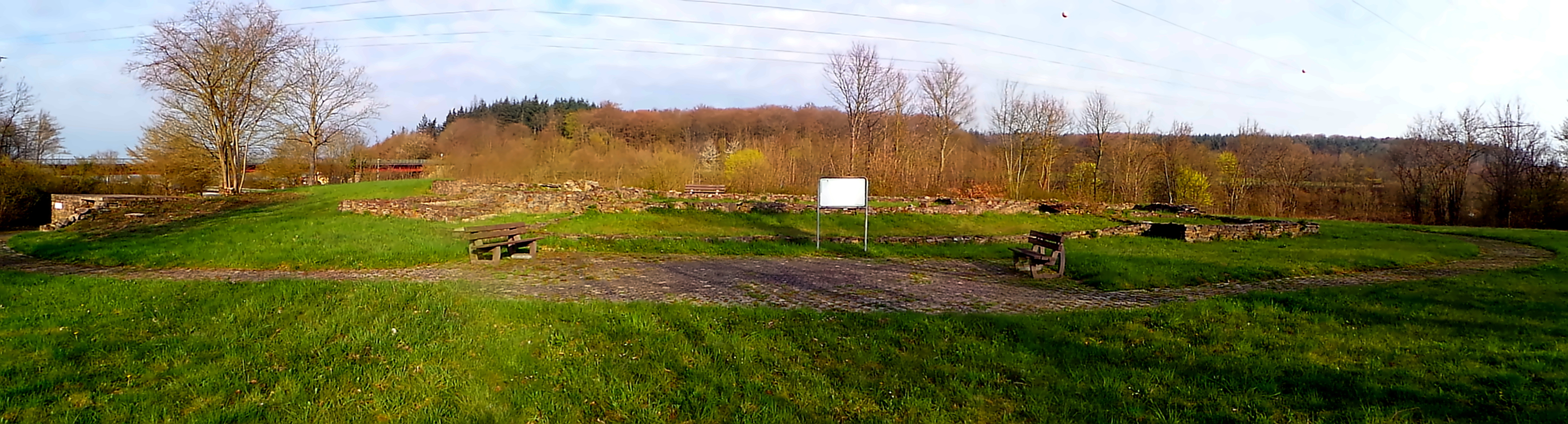
Die Frontansicht des Herrenhauses von Osten. Erkennbar sind die beiden Eckrisalite. Am linken Bildrand befindet sich der separate Keller- oder Lagerraum

Römisches Herrenhaus
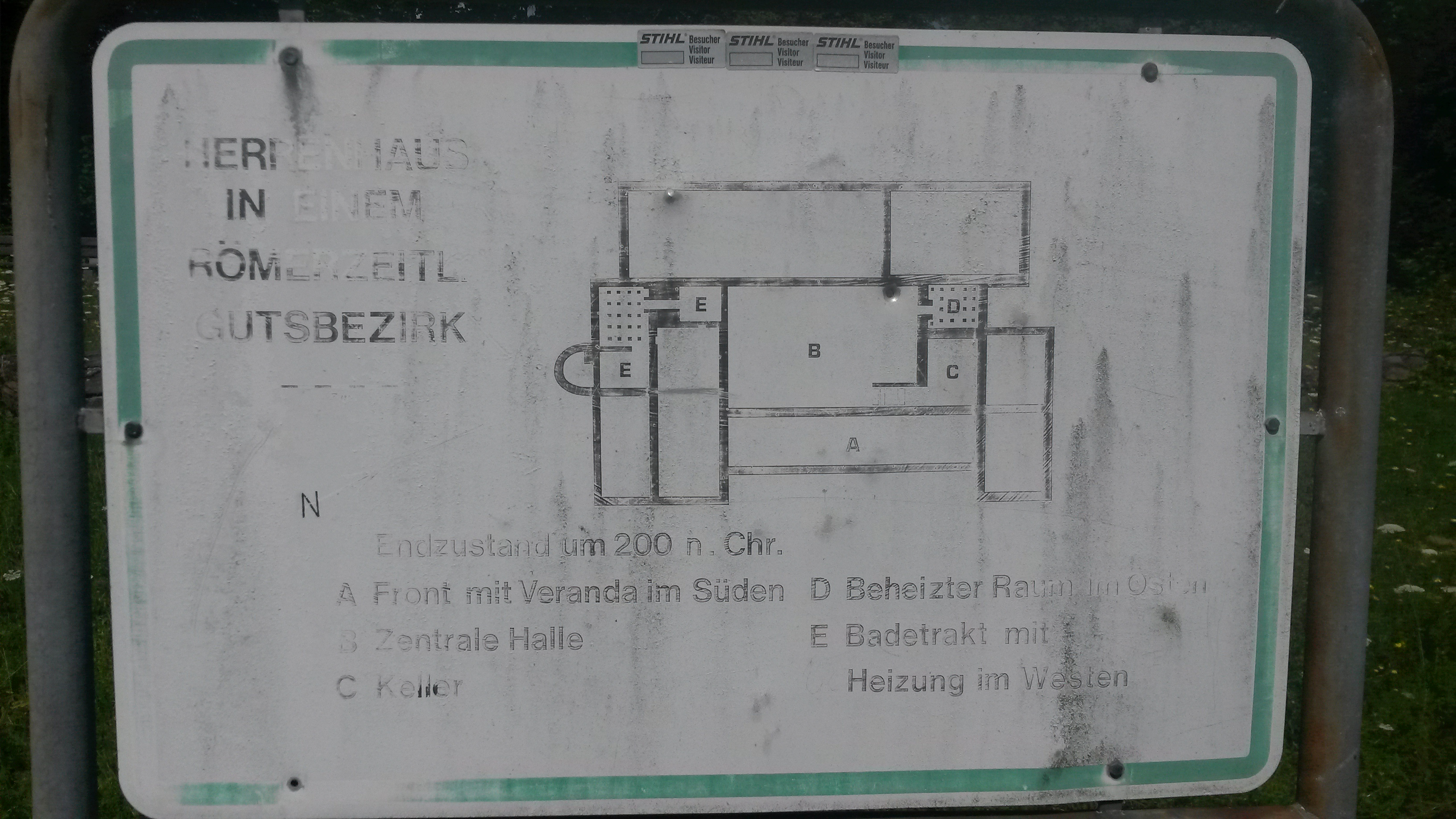
Lageplan des Herrenhauses
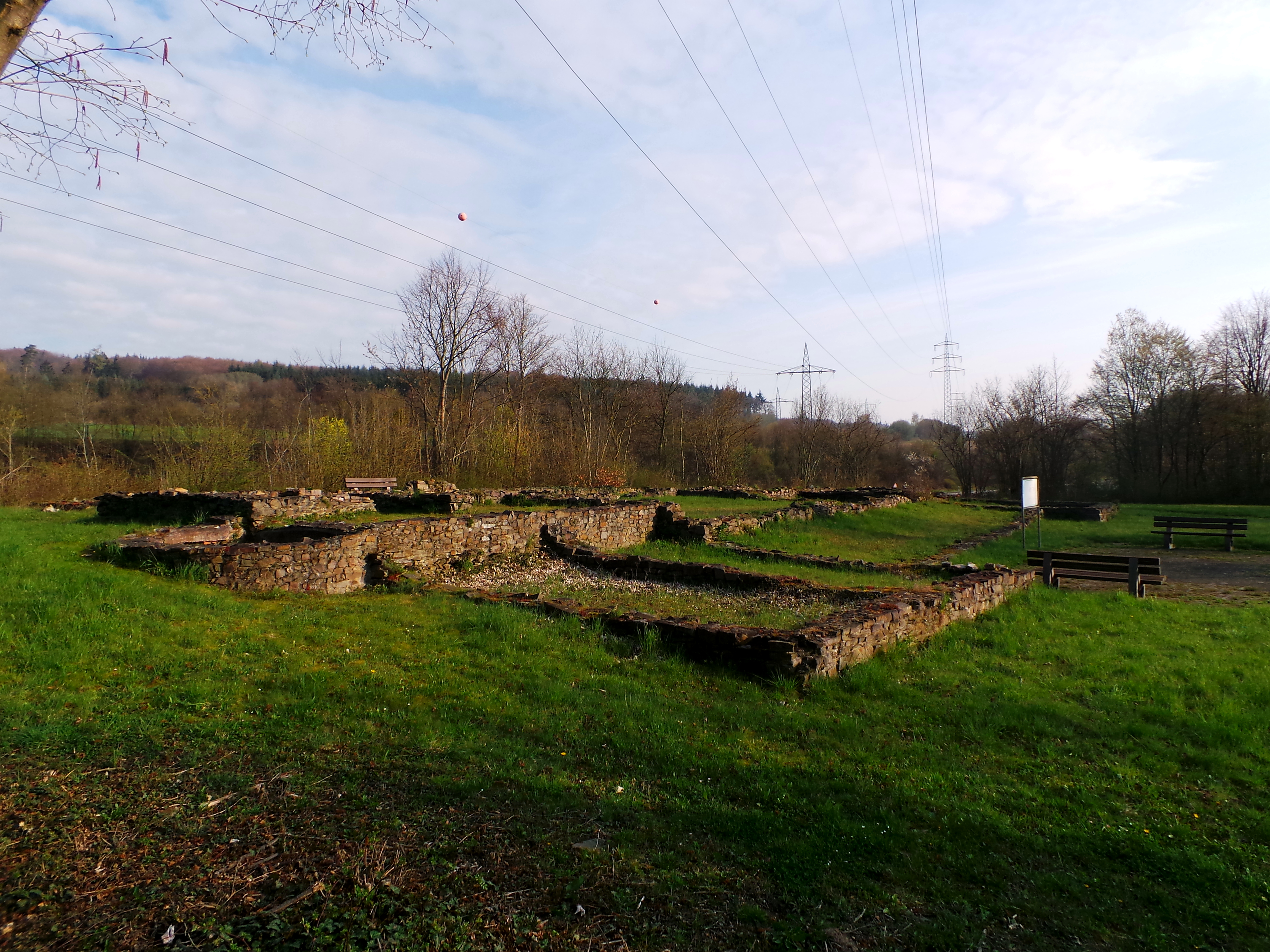
Erhaltenes, südostseitiges Teilareal der Römervilla an der Moseltalbrücke
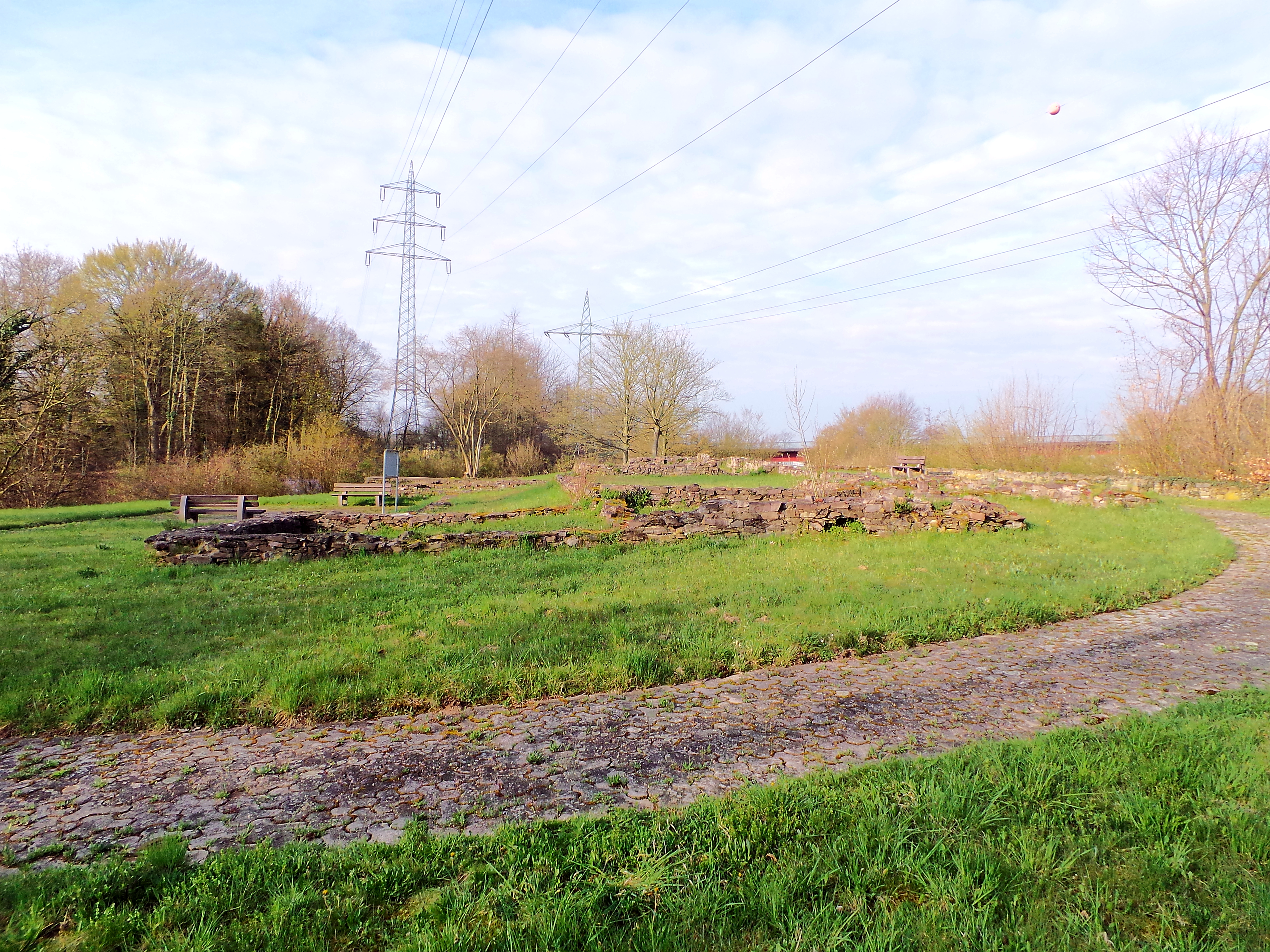
Nordostseitiges Teilareal der Römervilla an der Moseltalbrücke
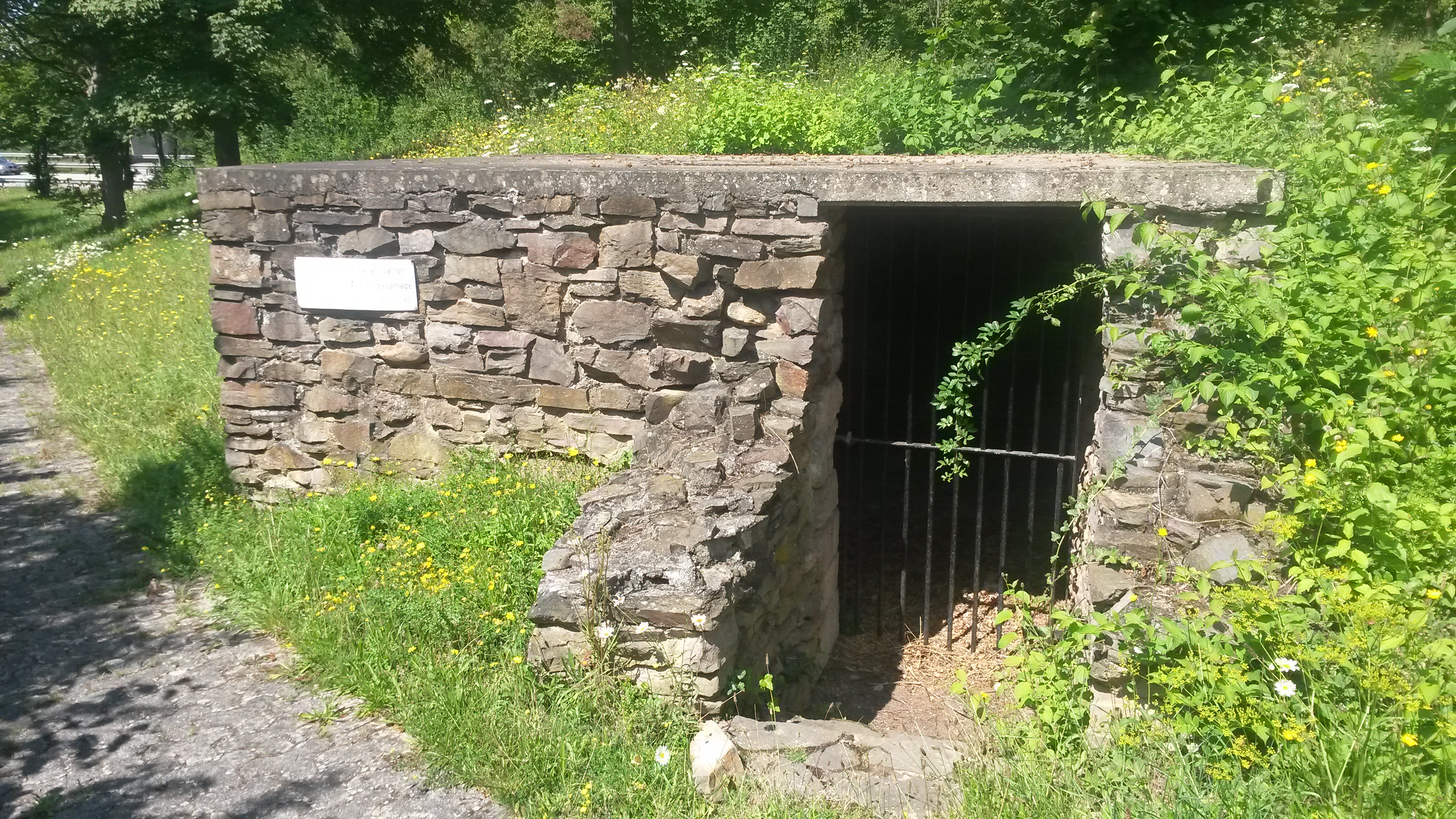
Lager- oder Kellerraum der Römervilla